# پلومریا
پلومریا یا فرانگی پانی نام درختچه یا درخت کوچک گلدار همیشه سبز است که دارای ۸ گونه می‌باشد. نام این گیاه از گیاهشناس فرانسوی در قرن هفدهم به نام چارلز پلومیر که گونه‌های مختلف این گیاه را شرح داده‌است، اقتباس شده‌است. این درخت بومی آمریکای مرکزی، مکزیک، کارائیب و آمریکای جنوبی و جنوب برزیل است همچنین امروزه پلومریا در جنوب آسیا بسیار یافت می‌شود. به علت اینکه در کنار معابد زیاد کاشته می‌شود به نام درخت معبد (به انگلیسی: Temple Tree) نیز خوانده می‌شود. یکی از آسان‌ترین گیاهان گرمسیری برای رشد و پرورش است.
گل این درخت در حلقهٔ گلی که در کشورهای هاوایی، تاهیتی، فیجی، ساموآ، نیوزیلند، تونگا و جزایر کوک به دور گردن انداخته می‌شود و به زبان محلی لی نامیده می‌شود، بسیار به کار می‌رود. زمان شکوفایی این گل طولانی بوده و پر عطر است. از اسانس آن برای تولید عطر و موادی طبی با خواصی آرامش بخش و تسکین‌دهنده استفاده می‌شود. به رنگ‌های سفید با مرکز زرد، قرمز، صورتی، و کرم رنگ است. برخی از رنگ‌های ترکیبی آن بقدری زیباست که به یک اثر هنری مصنوعی شباهت دارد. قطر گل بین ۱۰–۶ سانتیمتر متغیر است. انواع بسیاری از این گل در باغبانی استفاده می‌شود. در نیمکرهٔ جنوبی و در مناطق گرم می‌روید. بهترین مکان برای پرورش آن در زیر آفتاب مستقیم است. در اولین سال پس از کاشت گل آن شکوفا می‌شود. در فصل زمستان بهتر است از آبیاری آن خودداری شود. اگر ساقه یا برگ آن زخمی شود، ماده‌ای سفید و حاوی مواد سمی از آن خارج می‌شود.
کاشت این گیاه در کشور تایلند در ابتدا یک تابو بود به این علت که نام آن به زبان محلی lantom بود و این نام شباهت با ratom یک کلمهٔ تایلندی دارد که برای غم و اندوه در نظر گرفته می‌شود اما شاه تایلند نام این گیاه را به نام جدید لیلاواده (به انگلیسی: Leelaawadee) تغییر داد و از آن پس کشت این گیاه در تایلند بسیار رواج یافته و در سال‌های اخیر یکی از محبوب‌ترین گیاهان در این کشور به‌شمار می‌آید.
پلومریا گل ملی کشور لائوس و نیکاراگوئه است.

## روش نگهداری

### دما
به گرمای متوسط نیاز دارد. (حداقل دما در زمستان 12 درجه سانتی گراد)

### نور
در جای پر نور با کمی آفتاب مستقیم نگهداری می شود.

### آب
از بهار تا پاییز به آب فراوان اما در زمستان به آب بسیار کم نیاز دارد.

### رطوبت هوا
گاهی به برگهای آن باید آب پاشید.

### تعویض گلدان
در بهار هر دو سال یکبار باید گلدان را عوض کرد.

### تکثیر
با قلمه زدن در بهار تکثیر می شود. هورمون ریشه زا و محل گرم نیز باید تامین شود.

## نگارخانه

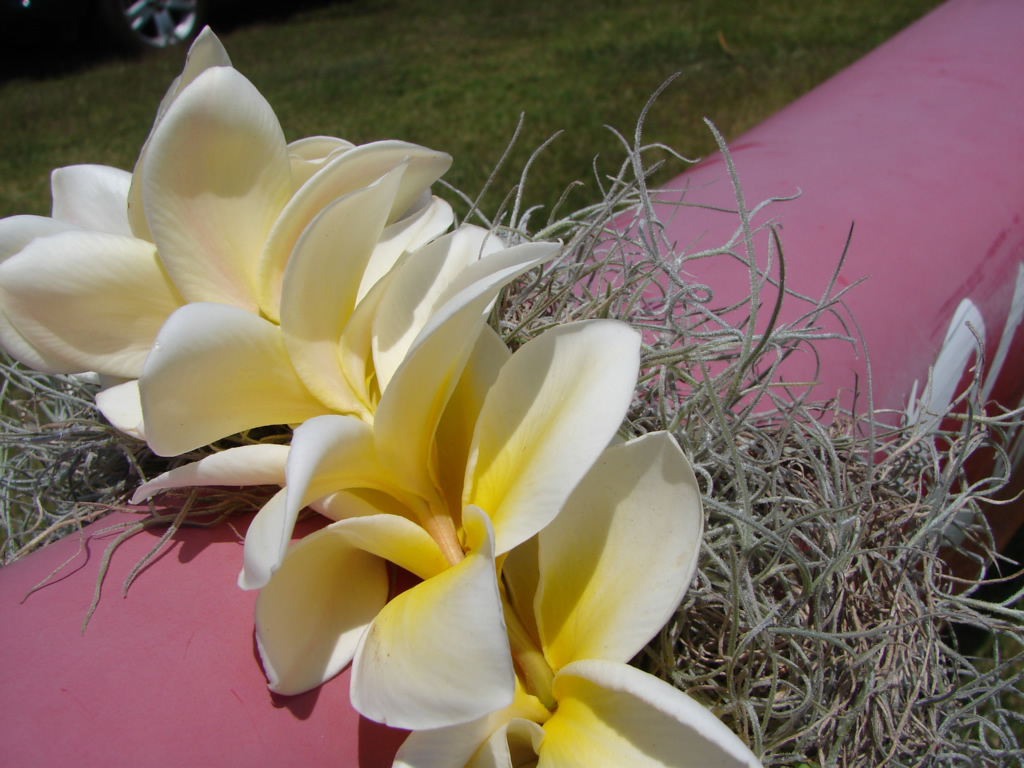
به شکل لی (حلقه گل)
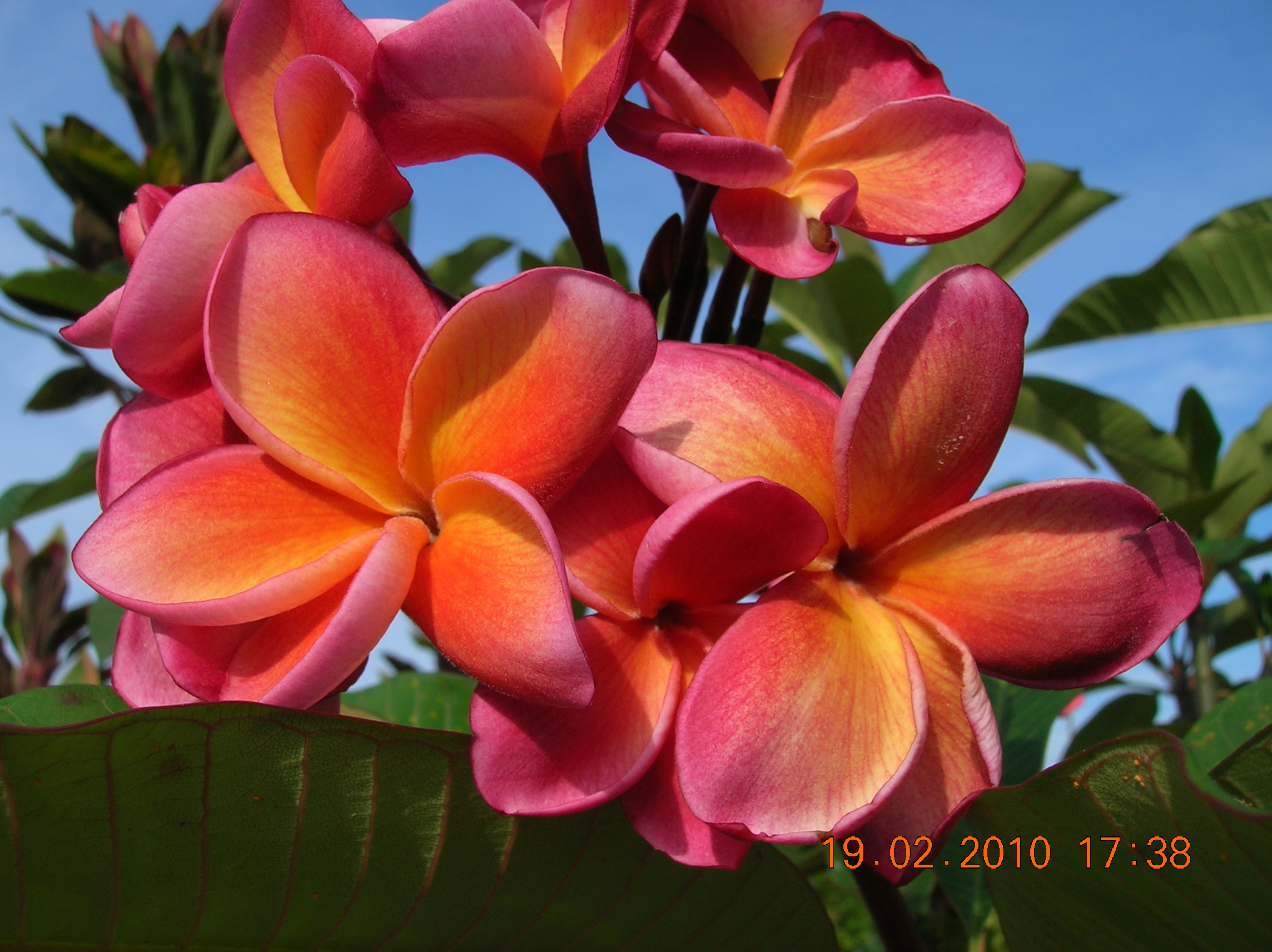
به رنگ قرمز در مالزی
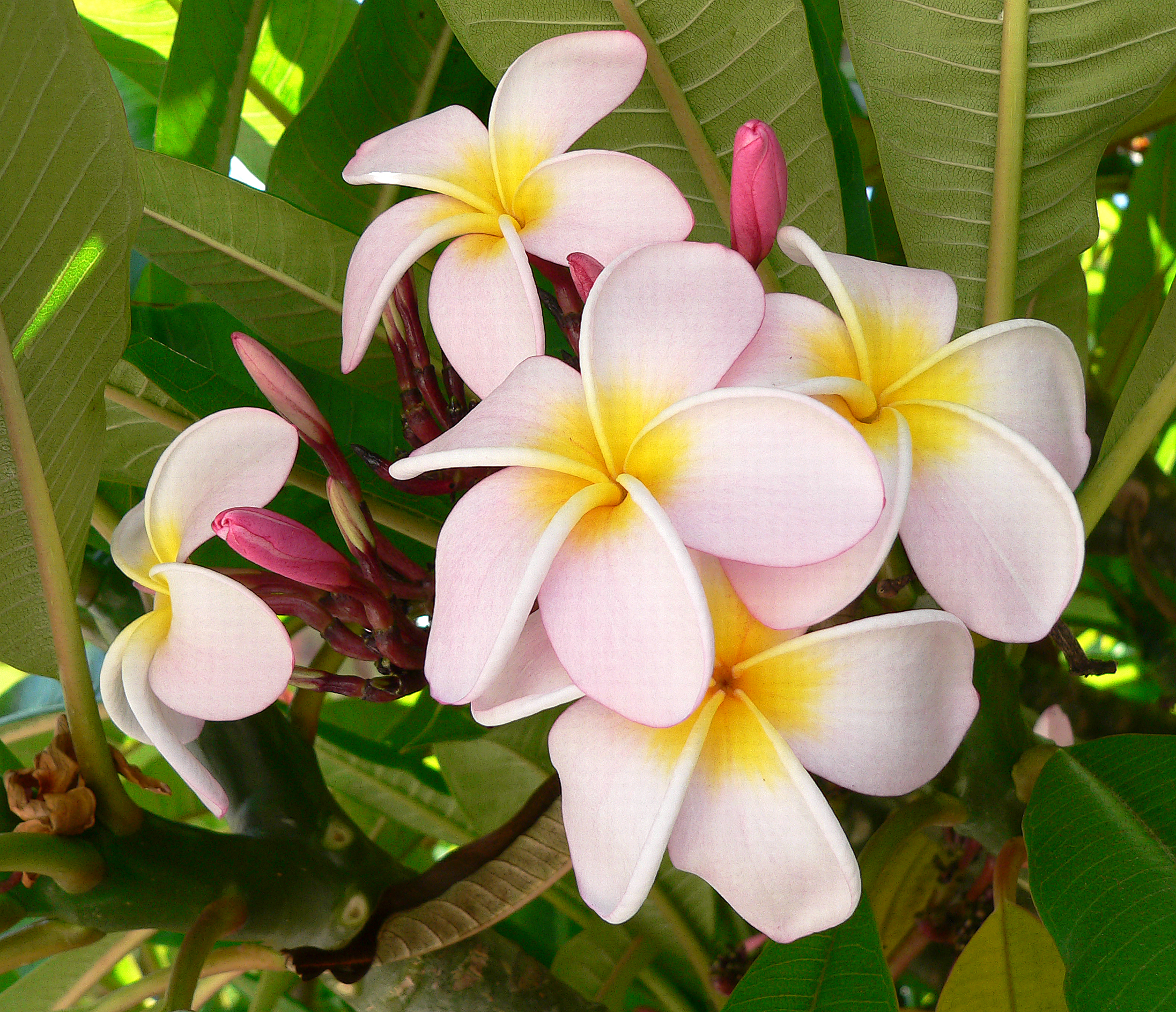
در فرانسه
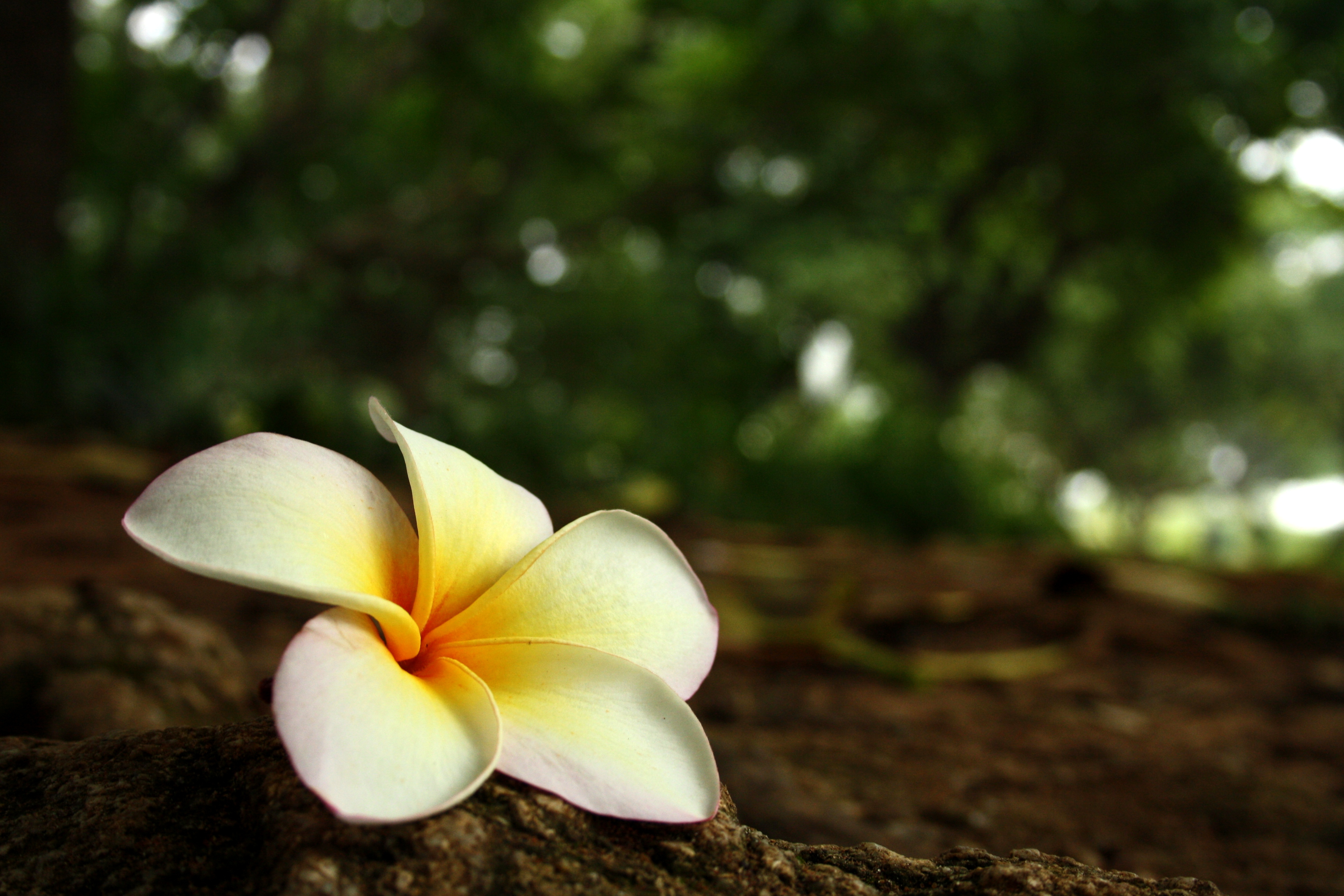
پلومریا در بنگلور، هند
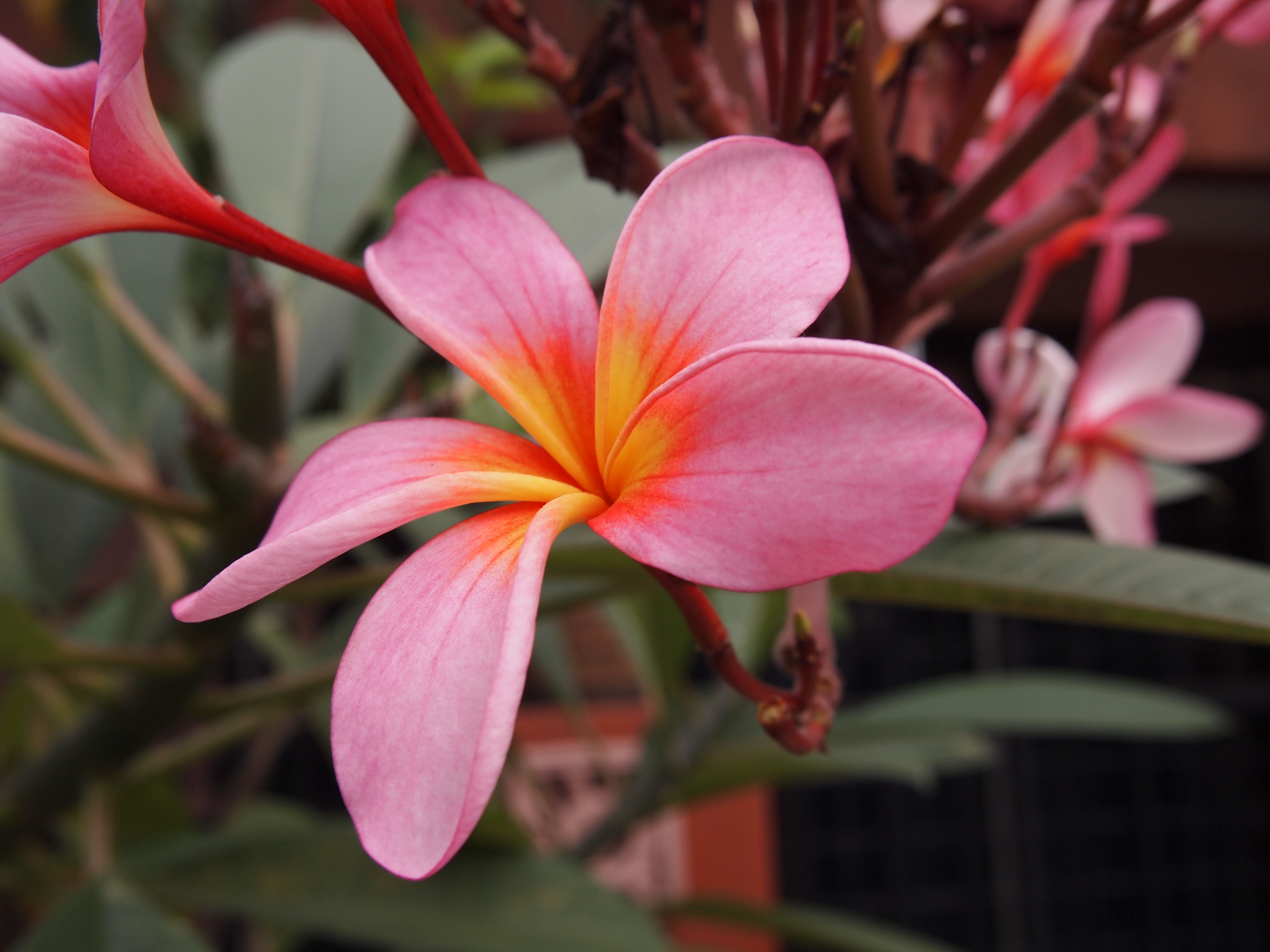
به رنگ صورتی
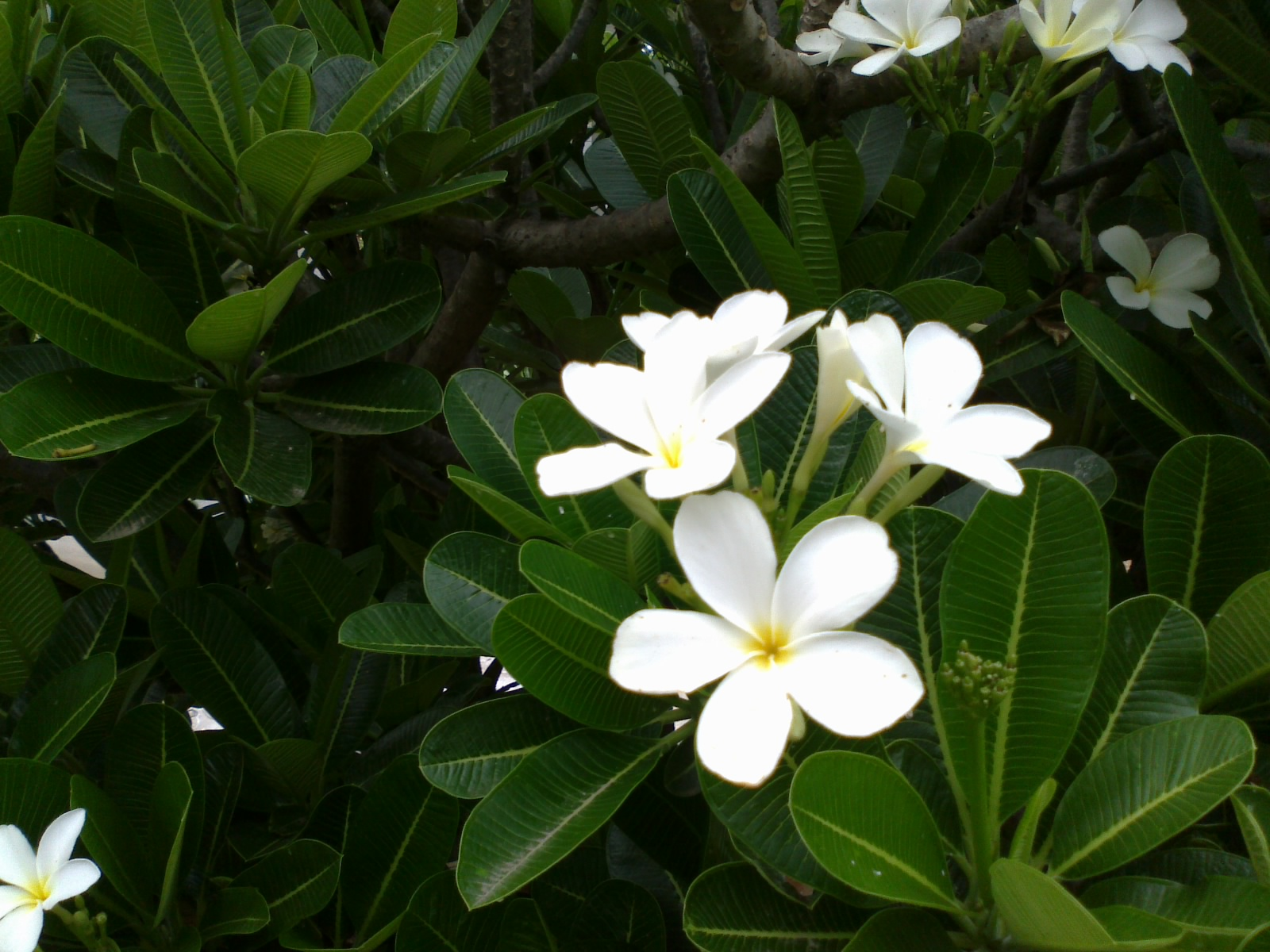
به رنگ سفید در آندراپرادش
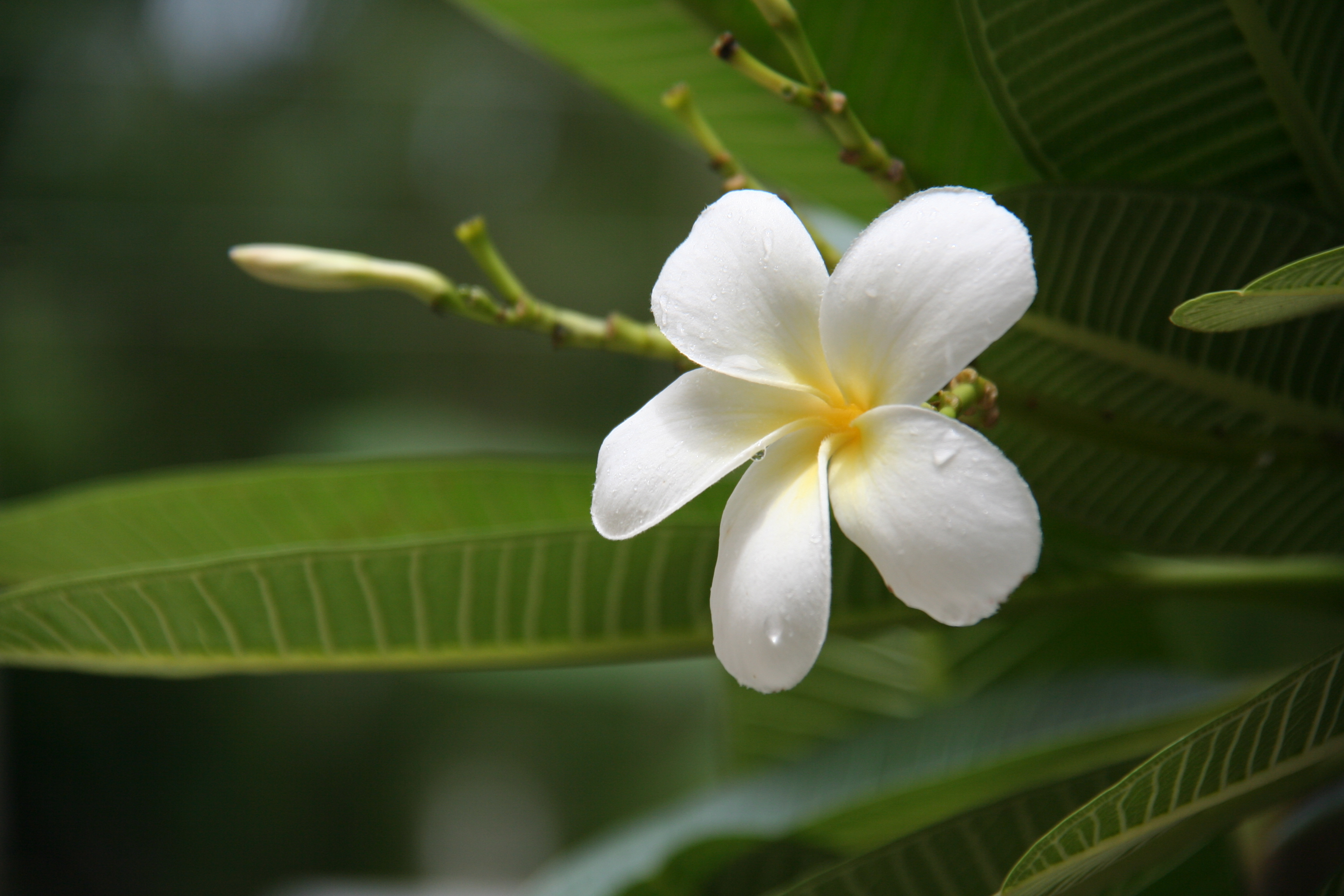
به رنگ سفید
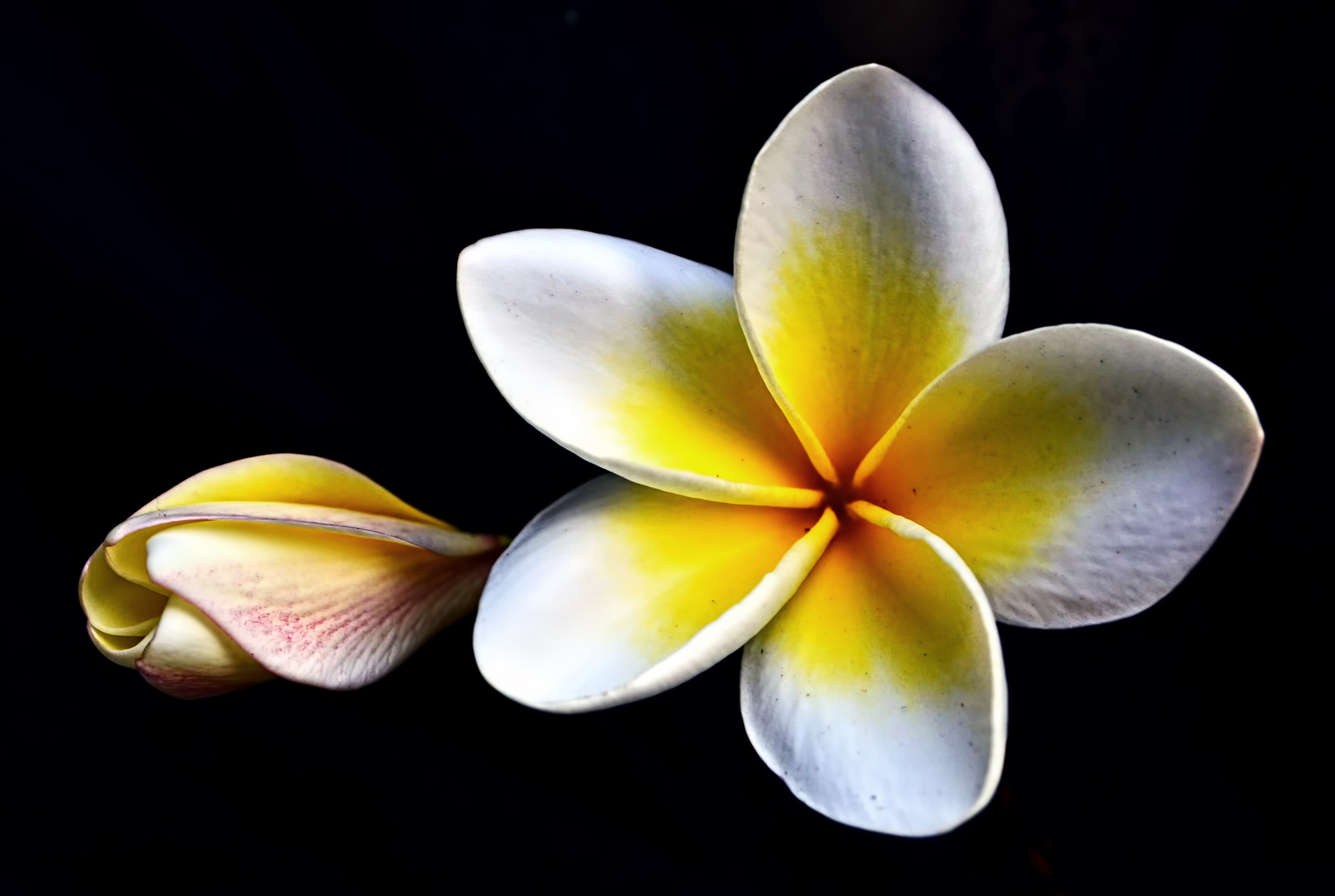
به رنگ سفید